# Avenir sportif de La Marsa (football)
Maillots
L'Avenir sportif de La Marsa (arabe : المستقبل الرياضي بالمرسى), plus couramment abrégé en AS La Marsa, est un club tunisien de football fondé en 1939 et basé dans la ville de La Marsa.
Le club est la section football du club omnisports du même nom, l'Avenir sportif de La Marsa.
L'ASM évolue en Ligue III en 2021-2022, en Ligue II en 2022-2023 et 2024-2025 puis en Ligue I en 2023-2024.

## Historique
En 1937, trois jeunes du quartier El Ahwache à La Marsa, Ahmed Chelbi (alias El Vecchio), Ali Fezzani et Hattab Ben Ammar (alias El Mdeffi), constituent une équipe de football qui s'illustre au point d'attirer l'attention de sportifs connus comme Abdelaziz Chtioui et Othman Ben Othman. Sa première formation est composée d'Ammar Ben Brahim, Ali Sahli, Hattab Ben Ammar, Chedly Abdelaziz, Salah Fezzani, Hassen Daly, Hamadi Jerbi, Abdelaziz Aslan, Hédi Ben Chaâbane, Hassen Jounaidi et Antar Kedadi.
Le club s'engage officiellement en 1939 sous le nom d'Association sportive des scouts musulmans de La Marsa (ASSMM). Ses premières rencontres officielles ont lieu dans le cadre du critérium régional de 1941, le 1er décembre 1940. Son équipe première l'emporte sur l'équipe voisine du Club athlétique de La Marsa et son équipe seconde perd contre l'Union sportive béjoise. L'année suivante, le club adopte l'appellation d'Avenir musulman.
En 1947, avec la réorganisation des compétitions de football, l'équipe se retrouve en quatrième division et continue à progresser jusqu'en 1959, année au cours de laquelle elle accède pour la première fois en division nationale. Entretemps, elle connaît le parcours suivant :
- 1946-1947 : 2e de la division 4, monte en division 3 ;
- 1955-1956 : 1er de la division 3 Nord, monte en division 2 ;
- 1958-1959 : Champion de la poule Nord 2 de division 2, puis champion de division 2 après trois victoires en barrages, monte en division nationale.

Elle fait bonne figure dès son accession en première division : cinquième en 1960-1961, septième en 1961-1962 et troisième en 1962-1963, et remporte la coupe de Tunisie dès 1961.
Parmi ses joueurs avant l'indépendance figure le futur militant nationaliste et ministre, Taïeb Mehiri, le futur président de club et de fédération, Béji Mestiri, le futur journaliste Abdelaziz Dahmani et le buteur Ridha Meddeb.
De nombreux dirigeants ont contribué au développement du club. Le comité élu le 24 novembre 1945 se compose de Belhassen Aouij (président), Othman Ben Othman et Mekki Ben Mohamed (vice-présidents), Mohamed Salah Chahed (secrétaire général), Hassouna Chedly (secrétaire général adjoint), M'hammed Zaouchi (trésorier général), Mustapha Chatti et Ahmed Sellini (trésoriers adjoints), Abdelkrim Sayem, Sadok Ben Brahim, Ali Belkadhi et Hechmi Ahmoudi (assesseurs). Le comité élu pour la saison 1947-1948 est constitué de Othman Ben Othman (président), Belhassen Aouij et M'hammed Zaouchi (vice-présidents), Mohamed Salah Chahed (secrétaire général), Mustapha Belkhodja (secrétaire général adjoint), Abdelkader Khoujet El Khil (trésorier général), Yahia Ben Tanfous et Othman Ben Sliman (trésoriers adjoints), Rejeb Bahroun, Ahmed Chelbi, Abdelaziz Aslan et Sadok Ben Brahim (assesseurs). Le comité qui propulse le club parmi l'élite en 1959 est composé de Béji Mestiri (président), Othman Ben Othman et Hamadi Boudhina (vice-présidents), Zinelabidine Douâagi (secrétaire général), Tahar Belkhouja et Tahar Mouâouia (secrétaires généraux adjoints), Chedly Hassouna (trésorier), Mohamed Zaâbar et Sadok Mehiri (trésoriers adjoints), Rachid Turki, Rachid Miled, Mustapha Hamrouni, Abdelkader Achour, Slaheddine Kastalli et Naceur Ben Slaheddine (membres).

## Écusson

Logo ancien.
Logo actuel.

## Palmarès
| \| - Championnat de Tunisie de Ligue II (5) : - Champion : 1959, 1988, 2002, 2010, 2025 - Coupe de Tunisie (5) : - Vainqueur : 1961, 1977, 1984, 1990, 1994 - Finaliste : 1965, 1966, 1970, 1973, 1983, 1987, 1993, 2013, 2022 \| \| - Coupe de la Ligue tunisienne (1) : - Vainqueur : 2007 \| |  |                                                         |
| - Championnat de Tunisie de Ligue II (5) : - Champion : 1959, 1988, 2002, 2010, 2025 - Coupe de Tunisie (5) : - Vainqueur : 1961, 1977, 1984, 1990, 1994 - Finaliste : 1965, 1966, 1970, 1973, 1983, 1987, 1993, 2013, 2022                                                                     |  | - Coupe de la Ligue tunisienne (1) : - Vainqueur : 2007 |

## Personnalités

### Présidents
| Pays | Nom               | Période   |
| ---- | ----------------- | --------- |
|      | M'hammed Zaouchi  | 1939-1945 |
|      | Belhassen Aouij   | 1945-1947 |
|      | Othman Ben Othman | 1947-1948 |
|      | M'hammed Zaouchi  | 1948-1949 |
|      | Hassen Ben Salah  | 1949-1951 |
|      | M'hammed Zaouchi  | 1951-1955 |
|      | Othman Ben Othman | 1955-1956 |
|      | Belhassen Aouij   | 1956-1957 |
|      | Béji Mestiri      | 1957-1959 |
|      | Chedly Hassouna   | 1959-1964 |
|      | Slim Tlili        | 1964-1965 |
|      | Ali Kallel        | 1965-1966 |

| Pays | Nom                  | Période   |
| ---- | -------------------- | --------- |
|      | Chedly Hassouna      | 1966-1968 |
|      | Abdellatif Dahmani   | 1968-1971 |
|      | Ali Bouzaiane        | 1971-1972 |
|      | Mondher Ben Ammar    | 1972-1977 |
|      | Abdellatif Dahmani   | 1977-1978 |
|      | Hédi Mehrezi         | 1978-1979 |
|      | Mondher Ben Ammar    | 1979-1980 |
|      | Hammouda Belkhouja   | 1980-1982 |
|      | Mondher Ben Ammar    | 1982-1985 |
|      | Abderrahman Oueslati | 1985-1988 |
|      | Hammouda Belkhouja   | 1988-1990 |
|      | Tijani Meddeb        | 1990-1992 |

| Pays | Nom               | Période   |
| ---- | ----------------- | --------- |
|      | Mahmoud Azzouz    | 1992-1994 |
|      | Khaled Bach Hamba | 1994-1996 |
|      | Jalel Gherab      | 1996-1998 |
|      | Manef Mellouli    | 1998-1999 |
|      | Mahmoud Azzouz    | 1999-2001 |
|      | Brahim Riahi      | 2001-2006 |
|      | Mondher Mami      | 2006-2008 |
|      | Montassar Mehrzi  | 2008-2010 |
|      | Hammouda Louzir   | 2011-2011 |
|      | Maher Ben Aïssa   | 2011-2015 |
|      | Hammouda Louzir   | 2015-2017 |
|      | Taoufik Ben Ncib  | 2017-     |

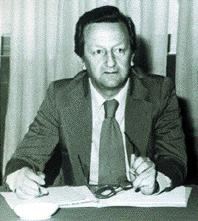
Mondher Ben Ammar.

### Entraîneurs
| Pays | Nom                  | Période   |
| ---- | -------------------- | --------- |
|      | Rachid Turki         | 1959-1960 |
|      | Sándor Pázmándy (en) | 1960-1965 |
|      | Hmid Dhib            | 1965-1966 |
|      | Béji Bouachir        | 1966-1967 |
|      | Skander Medelgi      | 1967-1968 |
|      | Stanislav Stankovic  | 1968-1970 |
|      | Taoufik Ben Othman   | 1970-1971 |
|      | Ahmed Benelfoul      | 1971-1972 |
|      | Omar Gadhoum         | 1972-1974 |
|      | Ali Selmi (en)       | 1974-1975 |
|      | Taoufik Ben Othman   | 1975-1977 |
|      | Baccar Ben Miled     | 1977-1978 |
|      | Ali Selmi (en)       | 1978-1979 |
|      | Taoufik Ben Othman   | 1979-1980 |
|      | Abdelhamid Kermali   | 1980-1981 |
|      | Rachid Mekhloufi     | 1981-1982 |
|      | Taoufik Ben Othman   | 1982-1983 |

| Pays | Nom                | Période   |
| ---- | ------------------ | --------- |
|      | Ali Selmi (en),    | 1983-1985 |
|      | Dragan Guglietta   | 1985-1987 |
|      | Aleksandar Kostov  | 1987-1988 |
|      | Taoufik Ben Othman | 1988      |
|      | Aleksandar Kostov  | 1989-1991 |
|      | Ali Selmi (en)     | 1991-1992 |
|      | Rachid Mekhloufi   | 1992-1993 |
|      | Ali Selmi (en)     | 1993-1994 |
|      | Taoufik Ben Othman | 1994-1995 |
|      | Habib Mejri        | 1995-1997 |
|      | Kousteck[Qui ?]    | 1997-1998 |
|      | Khaled Ben Yahia   | 1998-1999 |
|      | Faouzi Merzouki    | 1999-2000 |
|      | Serge Devèze       | 2000-2001 |
|      | Habib Mejri        | 2001-2003 |
|      | Ali Selmi (en),    | 2003-2006 |
|      | Taoufik Ben Othman | 2006      |

| Pays | Nom                   | Période   |
| ---- | --------------------- | --------- |
|      | Habib Mejri           | 2006-2007 |
|      | Kais Yaâkoubi,        | 2007-2008 |
|      | Abdelkrim Bira,       | 2008-2009 |
|      | Kamel Chebli,         | 2010      |
|      | Gérard Buscher,       | 2010-2013 |
|      | Adel Sellimi          | 2013-2014 |
|      | Mondher Kebaier,      | 2014-2016 |
|      | Khaled Ben Sassi (en) | 2016-2017 |
|      | Tarek Thabet          | 2017-2018 |
|      | Lotfi Sebti (en)      | 2017-2018 |
|      | Lotfi Kadri (en),     | 2018-2019 |
|      | Samir Sellimi,        | 2019-2020 |
|      | Abdelkarim Bouguerra, | 2021-2022 |
|      | Lotfi Kadri (en),     | 2022-2023 |
|      | Chaker Meftah (en)    | 2024      |
|      | Mounir Rached         | 2024-2025 |
|      | Ameur Derbal          | 2025-     |

### Effectif

#### Anciens joueurs
- Naceur Bedoui
- Lotfi Belhaj
- Tarak Ben Chrouda
- Taoufik Ben Othman
- Mehdi Ben Slimane
- Mokhtar Chelbi
- Khalid El Hirech
- Sabri Jaballah
- Amor Jebali
- Didier Lebri
- Mohamed Ali Mahjoubi
- Ammar Merrichkou
- Amir Mkadmi
- Youssef Mouihbi
- Ikbal Rouatbi
- Ali Selmi (en)
- George Timiș